# 非肺臓気流機構

調音方法

気流の妨害度

阻害音
破裂音
破擦音
摩擦音
共鳴音
ふるえ音
はじき音
接近音

気流の通路
中線音
側面音
口蓋帆の状態
口音
口鼻音
鼻音
気流機構
肺臓気流
吸気音
呼気音

非肺臓気流
放出音
入破音
吸着音

▶ 調音部位

非肺臓気流機構（ひはいぞうきりゅうきこう）または非肺気流機構（ひはいきりゅうきこう）とは、言語音を作るための気流を起こす方法のうち、肺以外の器官で気流を起こすものの総称。喉頭を動かして気流を起こす「声門気流機構」と、軟口蓋と舌で気流を起こす「軟口蓋気流機構」とがある。

## 声門気流機構

### 調音過程
声道内で喉頭より上のどこかと声帯の2か所に閉鎖を作り、
- 喉頭全体を上に動かすことによって口腔内の空気の圧力が高められ、外との圧力差によって口腔内の閉鎖が開放され、気流が中から外へと生じる。これによって作り出される子音を「放出音」という。調音方法には破裂音と摩擦音がある。
- 喉頭全体を下に動かすことによって口腔内の空気の圧力が低められ、外との圧力差によって口腔内の閉鎖が開放され、気流が外から中へと生じる。これによって作り出される子音を「入破音」という。調音方法は破裂音のみである。

### 特徴
「放出音」と「入破音」の生成時には口蓋帆を挙上して鼻腔を口腔から遮断しておかなければならない。さもないと、鼻腔を介して外気との接触が起こるため、気圧を変化させることができなくなる。

## 軟口蓋気流機構
後舌面と軟口蓋で閉鎖を作ると同時に軟口蓋より前のどこかで閉鎖を作ることによって空気を閉じこめ、その後、舌の中央を後ろにずらして後ろの閉鎖位置を後方にずらすと、閉鎖内の気圧が下がって、外との圧力差によって前の閉鎖が開放され、気流が外から中へと生じる。これによって作り出される子音を「吸着音」という。キスの音や舌打ちをするときの音なので、舌打ち音ともいわれる。気流が舌の中央を通る（中央的）吸着音と舌の両脇を通る側面吸着音がある。